# Anacampseros karasmontana
Anacampseros karasmontana és una espècie de planta suculenta del gènere Anacampseros, que pertany a la família Anacampserotaceae.
És una planta suculenta nana, de fulles carnoses de color verd, que formen rosetes, amb alguns pèls fins de color gris-blanc que creixen a les axil·les de les fulles. Desenvolupa un petit càudex. Les flors són de color rosa brillant i creixen en tiges llargues.
És una planta endèmica de Namíbia, a la regió del Kara.

## Taxonomia
Anacampseros karasmontana va ser descrita per Moritz Kurt Dinter (Dinter) i publicada al Neue Pfl. Deutsch-Sudwest-Afr. 15 (1914).
Etimologia
- Anacampseros: nom genèric que deriva de les paraules gregues: Anakampto = 'recuperar' i eros = 'amor'.
- karasmontana: epítet que fa referència a la serralada Gran Kara de Namíbia.